# Гута-Зломи
Гута-Зломи (пол. Huta-Złomy) — село в Польщі, у гміні Наріль Любачівського повіту Підкарпатського воєводства.
Населення — 162 особи (2011).
У 1975-1998 роках село належало до Перемишльського воєводства.

## Демографія
Демографічна структура станом на 31 березня 2011 року:
|          | Загалом | Допрацездатний вік | Працездатний вік | Постпрацездатний вік |
| -------- | ------- | ------------------ | ---------------- | -------------------- |
| Чоловіки | 83      | 17                 | 49               | 17                   |
| Жінки    | 79      | 14                 | 36               | 29                   |
| Разом    | 162     | 31                 | 85               | 46                   |